# Бабочки (фильм, 1950)
«Бабочки» (англ. The Clouded Yellow) — британский детективный фильм режиссёра Ральфа Томаса, который вышел на экраны в 1950 году. Оригинальное название фильма The Clouded Yellow в переводе означает вид бабочек «Желтушка шафрановая».
В этом фильме уволенный агент секретной службы Дэвид Сомерс (Тревор Ховард) устраивается составителем каталога бабочек в загородное поместье четы Фентонов, Николаса (Барри Джонс) и Джесс (Соня Дрездел). Там Дэвид влюбляется в племянницу Джесс, очаровательную, но психически нестабильную Софи Мальро (Джин Симмонс). Когда Софи подставляют в убийстве работника поместья, Дэвид, используя свои навыки агента и сеть старых друзей, помогает ей сбежать. За Дэвидом и Софи начинается погоня от Лондона через Ньюкасл и Озёрный край до Ливерпуля, которую ведут полиция и служба разведки, а также реальный убийца, имя которого не известно практически до самого конца. Уже в порту перед самым отплытием происходит решающее столкновение Софи и Дэвида с истинным убийцей.
Фильм получил положительные отзывы критики за увлекательный сюжет, качественную постановку, прекрасную операторскую работу и отличную игру всего актёрского состава и, особенно, Тревора Ховарда и Джин Симмонс.

## Сюжет
Офицер британской разведки МИ-6 Дэвид Сомерс (Тревор Ховард) возвращается на родину после очередного задания. Его принимает шеф разведки Чабб (Андре Морелл), который признаёт заслуги Дэвида в успешном проведении ряда операций, в частности, в вызволении крупных учёных из нацистской Германии во время войны. Однако в связи с провалом последней операции Дэвида решено наградить и с почётом отправить в отставку. Учитывая опыт, связи и профессиональные навыки Дэвида, Чабб поручает сотруднику разведки Уилли Шепли (Кеннат Мор) последить за ним. Дэвид пытается устроиться на работу в газету, но ему отказывают ввиду отсутствия журналистского опыта. Тогда Дэвид решает отдохнуть от напряжения последних лет и принимает предложение стать составителем каталога бабочек для Николаса Фентона (Барри Джонс), который проживает в своём загородном поместье «Уайт лодж» вместе с женой Джесс (Соня Дрездел) и очаровательной племянницей жены Софи Мальро (Джин Симмонс). Вскоре Дэвид знакомится с работником в поместье, молодым наглым красавцем Хиком (Максвелл Рид), к которому явно неравнодушна Джесс. Фентон, который является опекуном Софи, предупреждает Дэвида, что она немного странная и нервозная, а иногда говорит неразумные вещи. Поначалу Софи думает, что Николас нанял Дэвида в качестве врача, чтобы он оценил её психическое состояние и помог с лечением. Но когда Фентон объясняет ей свою роль в доме, Софи успокаивается.
На следующий день в доме появляется Хик, который пренебрежительно говорит с Джесс, но пытается заигрывать с Софи. Когда она отказывается с ним разговаривать, Хик крадёт её расчёску. Николас просит Софи избегать Хика. Вечером в доме, когда никого нет, Софи играет на фортепиано, и Дэвид выходит её послушать. Она рассказывает, что может играть только в отсутствие Джесс, так как та запрещает ей садиться за инструмент. Софи рассказывает, что её отцом был композитор Джордж Мальро. Он был неуравновешенным человеком и застрелил свою жену, сестру Джесс, а затем застрелился сам. Софи, которой в то время было шесть лет, обнаружила их убитыми. После появления хозяйки дома Софи прекращает играть и уходит, а Джесс рассказывает, что за Софи надо постоянно следить, потому что она многое воспринимает неправильно и искажённо, и это опасно. На следующее утро Софи заходит в рабочий кабинет Дэвида, и они беседуют о том, что оба одиноки, но Дэвид обещает помочь ей справиться с её неуверенностью в себе. Вскоре, когда они вдвоём играют в настольные игры, Софи при моральной поддержке Дэвида не поддаётся на жёсткие требования Джесс. В течение трёх недель Дэвид и Софи проводят много времени вместе. Однажды они ловят на поляне бабочек, и Дэвид замечает, как Хик расставляет капканы на зайцев. Так как Дэвид не выносит никакие ловушки, он предлагает Хику выкупить у него все капканы за пять фунтов. Софи просит вернуть её расчёску, и Хик, получив деньги, бросает расчёску в траву у дороги и уезжает. Во время чая Джесс подменяет Софи чашку, формируя у неё представление, что она плохо контролирует ситуацию, а также крадёт её нож, который та хранила как память о матери. Кроме того, она пытается расстроить дружбу Софи с Дэвидом. Когда к дому с капканами подъезжает Хик, он передаёт через Дэвида записку для Джесс, которую та читает и затем молча рвёт. Среди ночи как Дэвид, так и Джесс видят из своих окон, как Софи уходит куда-то в сторону леса.
Утром с криками прибегает служанка, сообщая Фентонам, что недалеко от дома обнаружили тело мёртвого Хика с ножом в спине. Появляется полиция. При допросе Джесс пытается скрыть, что видела ночью во дворе убегающую Софи, а также, пыталась спрятать её пальто со следами крови. Затем допрашивают Софи, которая объясняет, что ночью не собиралась встречаться с Хиком, который ей не нравится, а ходила в лес за расчёской, но так её и не нашла. Детектив показывает Софи нож, и она подтверждает, что это её нож, оставшийся в память о матери. После допроса Софи опасается, что у неё в голове могло всё спутаться, о чём она доверительно сообщает Дэвиду. Тот в свою очередь возвращает ей расчёску, которую забрал вчера вечером в лесу. Детектив пытается выяснить, как капли крови могли попасть на одежду Софи, которую Джесс пыталась спрятать. Софи помнит лишь то, как Джесс пришла и забрала её пальто после появления у дома полиции. Полицейский детектив берёт у Софи подписку о невыезде, после чего Дэвид чувствует, что дело плохо, и надо срочно найти хорошего адвоката. Несмотря на полицейский запрет покидать дом, Дэвид уговаривает Софи поехать с ним в Лондон. Он предполагает, что кто-то пытается её подставить, возможно, Джесс, но Софи уверена, что это не она. Дэвид считает, что надо заставить убийцу действовать, и тогда он совершит ошибку. Он напоминает, что не любит ловушки и спасёт её. Он говорит, что раньше спасал тех, кого не знал, а теперь впервые спасает того, кого любит, и они целуются. Ночью Дэвид и Софи незаметно уходят из дома и направляются в Лондон. Утром Дэвид, договорившись с Софи встретиться позднее в метро, приходит к Чаббу, выясняя, что его службы продолжает за ним следить и в курсе всего, что с ним происходит. Чабб говорит, что против Софи весомые улики — и нож, и пальто, и расчёска, а также её неуравновешенная психика. Дэвид обещает Чаббу сдать Софи полиции, но в ресторане обманывает двух полицейских, следящих за ним, и убегает. Встретившись с Софи в метро, он сообщает, что выписан ордер на её арест, после чего решает, что им надо сбежать подальше из Лондона, на Север Англии. На торговом корабле они плывут в Ньюкасл, оттуда Дэвид предполагает перебраться в Ливерпуль и затем отбыть за границу.
Чабб и суперинтендант полиции Росс (Майкл Бреннан) догадываются, что Дэвид мог скрыться в направлении Ньюкасла, где у него остались хорошие друзья. Чабб представляет Россу своего офицера Вилли Шепли (Кеннет Мор), который поможет полиции в охоте за беглецами. Пока полиция разворачивает свои сети, Дэвид и Софи прибывают в Ньюкасл, где их встречает доктор Карл Чезаре (Герард Хайнц), бывший немецкий учёный, которого Дэвид смог вывезти из Германии. Газеты выходят с заголовками: «Девушка-бабочка всё ещё в бегах. Розыск идёт на Севере, где она вместе с другом». Карл отвозит Дэвида и Софи к себе домой, где его жена Минна (Лили Канн) выражает Дэвиду глубокую признательность за то, что он их спас. Пока Чабб отрабатывает все адреса в Ньюкасле, которые связаны с Дэвидом, тот сбривает усы и договаривается по своим каналам о билетах из Ливерпуля во Францию и о новых паспортах. Перед отъездом Дэвида чета Чезаре даёт ему деньги, говоря, что это меньшее, чем они могут ему отплатить. Вскоре к Чезаре прибывает Шепли, но Дэвид и Софи уже успевают скрыться, а Карл и Минна отказываются что-либо рассказывать агенту разведки. Вечером, когда Дэвид получает билеты на корабль, он видит, что повсюду полиция ведёт их розыск. Вместе с Софи ему с трудом удаётся переправиться на лодке на другой берег реки, так как на всех мостах установлены патрули. Затем Дэвид угоняет машину, и они направляются в Озёрный край. Газеты сообщают, что сеть вокруг беглецов накинута и скоро их поймают. Полиция и Шепли устанавливают три кольца оцепления в месте, где предположительно находятся Дэвид и Софи. Они в свою очередь бросают машину и продолжают путь пешком через горы природного парка прямо на Ливерпуль. Они останавливаются перекусить в придорожном кафе, и Софи начинает вспоминать что-то, как ей кажется, связанное с убийством родителей. Они садятся в автобус, но когда чувствуют, что кто-то из пассажиров их узнал, выходят из автобуса и продолжают путь пешком через лес. Избавившись от всех лишних вещей, Дэвид и Софи идут труднопроходимым маршрутом, чтобы их не заметил полиция, которая уже установила три кольца оцепления в этом районе.
Когда Дэвид и Софи замечают на дороге охотника с ружьём, она вдруг отчётливо говорит, что это была Джесс. После остановки Софи рассказывает Дэвиду, что после того, как она увидела убитых родителей, там был ещё кого-то с пистолетом в руке, после чего у неё наступил шок. Затем она помнит, как Джесс убеждает Софи, что это она обнаружила убитых родителей. Софи также заявляет, что Хика в ночь убийства даже не видела. Тем временем полицейский вертолёт замечает Дэвида и Софи у горного водопада. Полицейские создают вокруг них круг, который начинают постепенно сжимать. Дэвид и Софи забираются выше в горы и попадают на опасный скалистый участок, откуда легко сорваться в воду. Дэвид говорит, что он сейчас покажет себя полиции и уведёт поиски в сторону, и в этот момент Софи должна пойти назад и оказаться вне окружения. Прыгая по скалам, Дэвид делает вид, что подвернул ногу и сломал пару рёбер. Его задерживают полицейские, отправляя на машине скорой помощи в город. Находясь в фургоне скорой помощи, Дэвид вырубает сначала охраняющего его солдата, а затем и водителя, после чего запирает их в грузовом отсеке и сбегает. На берегу озера в условленном месте Дэвид встречается с Софи, и они целуются. По поручению Дэвида Софи звонит домой с просьбой к Джесс, чтобы та привезла ей денег в Ливерпуль для бегства за границу. Она также говорит, что начала кое-что вспоминать про убийство родителей. Весь разговор подслушивает Николас. На рейсовом автобусе Дэвид и Софи добираются до Ливерпуля, где селятся в гостинице. Дэвид встречается со связным-китайцем, который объясняет, когда и в какой ящик они должны будут спрятаться в порту для выезда из страны. После фотографирования они получают паспорта, согласно которым Софи является мальчиком-подростком, который следует с Дэвидом. Пока Софи отправляется в гостиницу, чтобы постричься и переодеться в мужскую одежду, Дэвид отправляется в город. Тем временем Шепли выходит на китайцев, которые под давлением вынуждены назвать, на каком корабле планируется отплытие Дэвида и Софи. Когда Дэвид у портного подбирает костюм, его ловит Шепли и везёт в Лондон. Перед отъездом в суматохе с детьми в вагоне поезда Дэвиду снова удаётся сбежать, и он торопится к Софи, чтобы успеть с ней в порт к отправлению корабля.
Пока Софи ждёт в номере Джесс с деньгами, вместо неё неожиданно появляется Николас. Софи вдруг говорит, что вспомнила, как он убил её мать, а только потом пришла Джесс. Николас объясняет, что он собирался убить только её отца, потому что Джесс влюбилась в него. Но поскольку мать стала свидетелем этого убийства, Николас убил и её. И сейчас, когда Джесс влюбилась в Хика, Николас убил и его. Когда Николас собирается поймать и убить Софи, ей удаётся выскочить через окно и убежать в портовые доки. Тем временем в номер Софи врывается Дэвид, обнаруживая шарф Николаса. Вскоре к гостинице на машине подъезжает Шепли, и они вместе с Дэвидом мчатся в порт, чтобы спасти Софи. Николас продолжает преследовать Софи в порту, загоняя её на крышу складского ангара. Дэвид и Шепли замечают их на крыше, и Дэвид с помощью крана быстро поднимается к ним. Двигаясь по наклонной поверхности, Софи едва не срывается вниз, но ей удаётся зацепиться руками за край. Николас ползёт по крыше следом за ней, и в попытке схватить и столкнуть Софи сам срывается вниз и разбивается насмерть. Спустившись вниз, Дэвид и Софи обнимаются и удаляются вдоль по набережной, а Шепли и Росс провожают их взглядом.

## В ролях
- Джин Симмонс — Софи Мальро
- Тревор Ховард — Дэвид Сомерс
- Соня Дрездел — Джесс Фентон
- Максвелл Рид — Хик
- Барри Джонс — Николас Фентон
- Кеннет Мор — Уилли Шепли
- Джеффри Кин — инспектор полиции
- Андре Морелл — Чабб, шеф секретной службы
- Майкл Бреннан — суперинтендант полиции Росс
- Джерард Хейнц — доктор Карл Чезаре
- Лили Канн — Минна Чезаре
- Эрик Полманн — таксидермист
- Ричард Уоттис — агент по трудоустройству
- Сандра Дорн — Кира

## История создания фильма
Режиссёр Ральф Томас и продюсер Бетти Бокс начали сотрудничество в 1948 году, когда под руководством продюсера Сидни Бокса, брата Бетти, Томас работал над трейлером к фильму «Миранда» (1948). После закрытия киностудии Shepherd’s Bush Томас расстался с Сидни Боксом и заключил контракт с Rank Organization, и Бетти Бокс пошла вместе с ним. Это их первый совместный фильм, который был снят компанией Бетти Бокс Carillon Films. В дальнейшем Бокс и Томас сделали вместе множество фильмов, среди которых «Памятный день» (1953), «Доктор в доме» (1954), «Повесть о двух городах» (1958), «39 ступеней» (1959), «Заговор сердец» (1960) и «Джонни без любви» (1961).
Джин Симмонс, снявшаяся у Бетти Бокс в фильме «Так долго на ярмарке» (1950), согласилась сыграть главную роль и в этой картине. На главную мужскую роль был арендован Тревор Ховард, который состоял на контракте у Герберта Уилкокса. Кеннет Мор сыграл в этой картине роль второго плана; это был первый из нескольких фильмов, которые он сделал для Бокс и Томаса.
Звезда картины Джин Симмонс годом ранее номинировалась на «Оскар» за роль Офелии в фильме Лоуренса Оливье «Гамлет» (1948). Позднее у неё была ещё одна номинация на «Оскар» за главную роль в фильме «Счастливый конец» (1969), а также две номинации на премию BAFTA за роли в фильмах «Парни и куколки» (1955) и «Элмер Гантри» (1960). Ховард, запомнившийся по роли английского офицера в фильме нуар «Третий человек» (1949), впоследствии пять раз номинировался на премию BAFTA, завоевав её единственный раз за фильм «Ключ» (1958). Он также был номинирован на «Оскар» за роль второго плана в фильме «Сыновья и любовники» (1960).
Натурные съёмки фильма проходили в центре Лондона, Ливерпуле, Ньюкасле, Озёрном крае и графстве Дарем.
Фильм вышел на экраны 21 ноября 1950 года в Великобритании и 12 ноября 1951 года в США.

## Оценка фильма критикой
Как написал после нью-йоркской премьеры фильма кинообозреватель «Нью-Йорк Таймс» Босли Краузер, «те, кто обожал триллеры, снятые Альфредом Хичкоком в Англии в 1930-е годы, и те, кто просто любит хороший фильм с погонями, не должны пропустить ту картину… с красавицей Джин Симмонс и талантливым Тревором Ховардом в главных ролях. Это одна из тех первоклассных мелодрам, наполненных тайной и атмосферой, которая мчится по бесконечным рискованным ситуациям со скоростью поезда». По мнению критика, «в этом фильме именно побег бывшего секретного агента и девушки, которой он помогает, составляет содержание фильма. И какой это был побег! Сначала они направляются в Лондон, затем в Ньюкасл-апон-Тайн, затем в прекрасный Озёрный край, и затем в Ливерпуль, совершая хитроумные маневры и всего на один прыжок опережая полицию. И что делает его таким захватывающим, так это то, что погоней руководят старые приятели героя из секретной службы, которые догадываются о его хитроумных планах… И всё заканчивается такой страшной и головокружительной кульминацией, какую только можно пожелать». Краузер особенно выделяет отличную игру Джин Симмонс в роли «прекрасной запутавшейся героини, невероятно женственной в своей мрачной рассеянности», а также Тревора Говарда в роли секретного агента, который «знает больше способов въехать в эту страну и выехать из нее, чем почтовый голубь». Хороши также, по его мнению, Барри Джонс в роли дяди главной героини и Соня Дрездел в роли её тёти, а также Андре Морелл в роли шефа секретной службы. Но «ещё большая заслуга, по мнению критика, принадлежит Джанет Грин, написавшей сценарий, режиссёру Ральфу Томасу и продюсеру мисс Бокс. Их силами была проделана первоклассная работа по быстрой съёмке фильма в чётком, натуралистичном стиле, создающем реалистичный облик Англии».
После выхода фильма в Великобритании рецензент The Spectator Вирджиния Грэм отметила, что это «в меру хороший детектив об убийстве, которому придаётся определенная значимость благодаря присутствию всегда замечательного актёра Тревора Ховарда и привлекательности Джин Симмонс». По словам Грэм, «выглядящий невероятно уютно и солидно в клетчатом жилете, мистер Говард приступает к работе с флегматичной британской решимостью», а Джин Симмонс, «в личности которой скрыта тайна, не оказывает ему большой помощи в её разгадке, поскольку из-за чего-то, что она увидела в детстве, она ужасно мнительна и забывчива. О достоинствах игры мисс Симмонс во многом говорит то, что она представляет свою амнезию очаровательной, даже если это делает её саму печально подавленной». Грэм также отметила игру Сони Дрездел и Максвелла Рида, а «в качестве дополнительного бонуса в финале мы увидим изысканные пейзажи, на фоне которых будут показаны голые холмы Нортумберленда».
Как написал современный кинокритик Стив Льюис, «фильм хорош, но, конечно, не безупречен. Смотреть его забавно, но первая треть продвигается ужасно медленно, а в истории девушки и парня в бегах, которая следует за этим, полно сюжетных дыр — несерьёзных, но если вам нравится выискивать недостатки в фильмах, которые вы смотрите, вы найдете много интересного». Вторая половина фильма, посвящённая побегу героев Тревора Ховарда и Джин Симмонс, многим рецензентам напомнила фильмы Альфреда Хичкока, и, в частности, его «Тридцать девять ступеней» (1935). В заключение Льюис отмечает, что «как актёрская игра, так и операторская работа великолепны, а любой фильм с участием всегда изысканно красивой Джин Симмонс стоит вашего времени».